# Luigi Manueli
Luigi Manueli (Voghera, 7 marzo 1953) è un allenatore di calcio ed ex calciatore italiano, di ruolo centrocampista.

## Caratteristiche tecniche

### Calciatore
Centrocampista duttile, fu utilizzato sia in mediana che, all'occorrenza, sulle fasce per la sua capacità di scattare, saltare l'uomo e piazzare cross. Gianni Di Marzio, che lo allenò al Genoa, ne apprezzava la capacità di farsi trovare libero da marcature.

## Carriera

### Calciatore

#### Alessandria (1969-1975)
Scoperto dai talent-scout dell'Alessandria Giuseppe Cornara ed Aldo Zaio, crebbe sotto la guida dell'allenatore delle giovanili Mario Pietruzzi; debuttò in prima squadra il 7 giugno 1970, giocando i minuti finali della gara di Serie C tra i grigi ed il Padova.
Il 18 luglio 1972 l'Alessandria Juniores, allenata da Giorgio Tinazzi, si laureò Campione d'Italia tra i semiprofessionisti: Manueli, che ne era capitano, segnò una decisiva doppietta nella finale di Rimini contro il Giulianova, squadra di Renato Curi.

Manueli (accosciato, primo da destra) nell'Alessandria del 1974-1975

A partire dalla stagione 1972-1973 divenne titolare in prima squadra. Con l'Alessandria vinse la prima Coppa Italia Semiprofessionisti ed ottenne la promozione in Serie B al termine della stagione 1973-1974. Tra i cadetti si distinse, segnando otto reti ma non riuscendo ad evitare la retrocessione della sua compagine. Fu dunque ceduto al Varese assieme al compagno di squadra Dalle Vedove.

#### Varese, Atalanta, Genoa e Verona
Dopo due stagioni lasciò Varese per Bergamo: l'11 settembre 1977 debuttò in Serie A, in Atalanta-Perugia 1-1.
Tornato a Varese nel 1979, ottenne in seguito due promozioni consecutive in massima serie, nel 1980-1981 con il Genoa e nel 1981-1982 con il Verona. Con gli scaligeri giocò anche la finale d'andata di Coppa Italia 1982-1983 e 10 incontri in massima serie, sempre nella stessa stagione.
In carriera ha totalizzato complessivamente 31 presenze e 2 reti in Serie A e 206 presenze e 20 reti in B.

#### Alessandria (1983-1987), Saviglianese e Cairese
Nel 1983 lasciò Verona per tornare, dopo otto anni, ad Alessandria. La nuova esperienza tra i grigi, caduti nel frattempo in Serie C2, durò fino al 1987. In questo periodo la squadra cinerina conquistò tre terzi posti, non sufficienti per la promozione nella categoria superiore, ed una retrocessione in Interregionale, giunta al termine di una stagione tumultuosa per problemi economici che affliggevano la società: il veterano Manueli fu capitano di un gruppo di calciatori esordienti. Con 191 gare disputate è il quattordicesimo calciatore più presente in maglia grigia.
Passò poi alla Saviglianese ed infine alla Cairese, nel doppio ruolo di giocatore ed allenatore.

### Allenatore
Da allenatore vanta esperienze nelle prime squadre di Cairese e Derthona.
A partire dal 1989 ha allenato a più riprese le giovanili dell'Alessandria; nella stagione 1991-1992 fu anche vice allenatore della prima squadra, coadiuvando Giuseppe Sabadini. Nel 2011-2012 è stato primo allenatore per due gare, nel periodo intercorso tra l'esonero di Alessio De Petrillo e l'ingaggio di Giuliano Sonzogni.
Dal 2005 al 2013 ha allenato le giovanili dell'Alessandria.

## Statistiche

### Presenze e reti nei club
| Stagione           | Squadra            | Campionato         | Campionato | Campionato | Coppe nazionali | Coppe nazionali | Coppe nazionali | Coppe continentali | Coppe continentali | Coppe continentali | Altre coppe | Altre coppe | Altre coppe | Totale | Totale |
| Stagione           | Squadra            | Comp               | Pres       | Reti       | Comp            | Pres            | Reti            | Comp               | Pres               | Reti               | Comp        | Pres        | Reti        | Pres   | Reti   |
| ------------------ | ------------------ | ------------------ | ---------- | ---------- | --------------- | --------------- | --------------- | ------------------ | ------------------ | ------------------ | ----------- | ----------- | ----------- | ------ | ------ |
| 1969-1970          | Alessandria        | C                  | 2          | 0          | -               | -               | -               | -                  | -                  | -                  | -           | -           | -           | 2      | 0      |
| 1970-1971          | Alessandria        | C                  | -          | -          | -               | -               | -               | -                  | -                  | -                  | -           | -           | -           | -      | -      |
| 1971-1972          | Alessandria        | C                  | 5          | 0          | -               | -               | -               | -                  | -                  | -                  | -           | -           | -           | 5      | 0      |
| 1972-1973          | Alessandria        | C                  | 25         | 2          | CI-S            | 5               | 0               | -                  | -                  | -                  | -           | -           | -           | 30     | 2      |
| 1973-1974          | Alessandria        | C                  | 35         | 6          | CI-S            | ?               | ?               | -                  | -                  | -                  | -           | -           | -           | 35+    | 6+     |
| 1974-1975          | Alessandria        | B                  | 36+1       | 8          | CI              | 4               | 1               | -                  | -                  | -                  | -           | -           | -           | 40+1   | 9      |
| 1975-1976          | Varese             | B                  | 30         | 2          | CI              | ?               | 0               | -                  | -                  | -                  | -           | -           | -           | 30+    | 2      |
| 1976-1977          | Varese             | B                  | 34         | 6          | CI              | 1+              | 1               | -                  | -                  | -                  | -           | -           | -           | 35+    | 7      |
| 1977-1978          | Atalanta           | A                  | 21         | 2          | CI              | ?               | 0               | -                  | -                  | -                  | -           | -           | -           | 21+    | 2      |
| 1978-1979          | Varese             | B                  | 27         | 2          | CI              | 4               | 0               | -                  | -                  | -                  | -           | -           | -           | 31     | 2      |
| Totale Varese      | Totale Varese      | Totale Varese      | 91         | 10         | -               | 5+              | 1               | -                  | -                  | -                  | -           | -           | -           | 96+    | 11     |
| 1979-1980          | Genoa              | B                  | 19         | 0          | CI              | 3+              | 1               | -                  | -                  | -                  | -           | -           | -           | 22+    | 1      |
| 1980-1981          | Genoa              | B                  | 24         | 1          | CI              | ?               | 0               | -                  | -                  | -                  | -           | -           | -           | 24+    | 1      |
| Totale Genoa       | Totale Genoa       | Totale Genoa       | 43         | 1          | -               | 3+              | 1               | -                  | -                  | -                  | -           | -           | -           | 46+    | 2      |
| 1981-1982          | Verona             | B                  | 31         | 1          | CI              | 4               | 0               | -                  | -                  | -                  | -           | -           | -           | 35     | 1      |
| 1982-1983          | Verona             | A                  | 10         | 0          | CI              | 9               | 0               | CM                 | 6                  | 1                  | -           | -           | -           | 25     | 1      |
| Totale Verona      | Totale Verona      | Totale Verona      | 41         | 1          | -               | 13              | 0               | -                  | 6                  | 1                  | -           | -           | -           | 60     | 2      |
| 1983-1984          | Alessandria        | C2                 | 24         | 4          | CI-C            | 10              | 4               | -                  | -                  | -                  | -           | -           | -           | 34     | 8      |
| 1984-1985          | Alessandria        | C2                 | 10         | 0          | CI-C            | 6               | 0               | -                  | -                  | -                  | -           | -           | -           | 16     | 0      |
| 1985-1986          | Alessandria        | C2                 | 23         | 3          | CI-C            | ?               | 0               | -                  | -                  | -                  | -           | -           | -           | 23+    | 3      |
| 1986-1987          | Alessandria        | C2                 | 31         | 3          | CI-C            | 4               | 1               | -                  | -                  | -                  | -           | -           | -           | 35     | 4      |
| Totale Alessandria | Totale Alessandria | Totale Alessandria | 191+1      | 26         | -               | 29+             | 6+              | -                  | -                  | -                  | -           | -           | -           | 221+   | 32+    |
| 1987-1988          | Saviglianese       | C2                 | 24         | 0          | CI-C            | ?               | ?               | -                  | -                  | -                  | -           | -           | -           | 24+    | 0+     |
| 1988-1989          | Cairese            | Int.               | 15         | 1          | -               | -               | -               | -                  | -                  | -                  | -           | -           | -           | 15     | 1      |
| Totale carriera    | Totale carriera    | Totale carriera    | 427        | 41         | -               | 50+             | 8+              | -                  | 6                  | 1                  | -           | -           | -           | 483+   | 50+    |

## Palmarès

### Club

#### Competizioni nazionali
- Coppa Italia Semiprofessionisti: 1

Alessandria: 1972-1973
- Serie C: 1

Alessandria: 1973-1974
- Serie B: 1

Verona: 1981-1982